# 秋田市立御野場中学校
秋田市立御野場中学校（あきたしりつおのばちゅうがっこう）は秋田県秋田市仁井田字中新田にある公立中学校。

## 概要
1984年（昭和59年）創立。以前は秋田市立城南中学校の学区だったが御野場地区の開発が進み生徒数過密状態もあり設立される。
- 校地面積：25,160 m2
- 校舎面積：7,200 m2
- 屋内運動場面積：1,793 m2
- 屋外運動場面積：約12300m2
- 生徒数：約440人

## 学区
- 秋田市立仁井田小学校
- 秋田市立四ツ小屋小学校
- 秋田市立御所野小学校の一部[1]
- 秋田市立大住小学校の一部[2]

## 沿革
- 1984年（昭和59年）4月1日 - 創立、校章制定、校旗樹立。
- 1996年（平成8年）
  - 3月5日 - 校舎増築が完成。
  - 10月9日 - 体育館増築が完成。
- 1999年（平成11年）4月1日 - 秋田市立御所野学院中学校開校に伴いに一部学区が分離。
- 2001年（平成13年）4月1日 - 秋田市緊急支援物資備蓄倉庫設置。

## 部活動
- 野球
- 男子サッカー
- 女子サッカー
- バスケットボール
- バレーボール
- ソフトテニス
- ソフトボール
- 陸上
- 水泳
- 新体操
- 柔道
- 剣道
- 卓球
- 吹奏楽
- 美術

## 出身者
- 岡部大 - お笑い芸人、ハナコのメンバー
- 小野敬輔 - サッカー選手
- 熊林親吾 - 元サッカー選手
- 高橋圭太 - 元アナウンサー[3]
- 松野ちか - 体操インストラクター
- 渋谷のドフラミンゴ - アーティスト